# تندابه‌دوست
به ارگانیسم‌هایی که ترجیح می‌دهند در آب‌هایی که جریان سریع دارند زندگی کنند اصطلاحاً تُندابه‌دوست یا رواناب‌دوست و شارش‌دوست (به انگلیسی: rheophile) می‌گویند. تندابه بخشی از رودخانه است که جریان بسیار تندی دارد.
از جمله جانداران تندابه‌دوست می‌توان به این جانوران اشاره کرد:
حشره یک‌روزه، زیرآبروک آمریکایی، اردک جلف، سگ‌ماهی جویباری، مکنده‌دهانان، و روشن‌ماهی.